# Ostatnie takie lato
Ostatnie takie lato (oryg. The Last of the High Kings) – film z 1996 roku. Akcja filmu rozgrywa się w Dublinie w latach 70. XX wieku i opowiada o grupie nastolatków, ich marzeniach, narodzinach punku oraz śmierci Elvisa Presleya. W roli głównej występuje Jared Leto.

## Obsada
- Jared Leto jako Frankie Griffin
- Catherine O’Hara jako Cathleen, matka Frankiego
- Gabriel Byrne jako Jack, ojciec Frankiego
- Christina Ricci jako Erin
- Colm Meaney jako Jim Davern, polityk
- Stephen Rea jako taksówkarz
- Emily Mortimer jako Romy Thomas
- Jason Barry jako Nelson Fitzgerald
- Lorraine Pilkington jako Jayne Wayne